# مسجد بهلگرد
مسجد بهلگرد مربوط به دوره قاجار است و در شهرستان بیرجند، بخش مرکزی، روستای بهلگرد واقع شده و این اثر در تاریخ ۲ آبان ۱۳۸۲ با شمارهٔ ثبت ۱۰۴۶۵ به‌عنوان یکی از آثار ملی ایران به ثبت رسیده است.